# Trofeu de Velocitat "Fira d'Agost"
El Trofeu de Velocitat Fira d'Agost és una cursa de motociclisme de velocitat disputada en el circuit urbà de Xàtiva (País Valencià), organitzada pel Moto Ruta Xàtiva. És la cursa de motos vigent més antiga d'Espanya. Les primeres carreres van ser disputades l'any 1951 i des de llavors es continuen celebrant, sent el trofeu de velocitat de motociclisme més antic dels que se celebren actualment a Espanya.
La cursa se celebra, per norma general, el 15 d'agost, coincidint amb el primer dia de la Fira d'Agost, les festes majors de la ciutat, i amb el dia de la Mare de Déu de l'Asumpció. El 2022 va celebrar la setantena edició.